# Noxlumenes
Noxlumenes là một chi bọ cánh cứng trong họ 
Elateridae.
Chi này được miêu tả khoa học năm 1975 bởi Costa.

## Các loài
Chi này có các loài:
- Noxlumenes bardus Costa, 1975